# Viber
Viber je aplikacija za pametne telefone koji korisnicima omogućuje besplatne pozive i slanje besplatnih tekstualnih poruka. Viber radi na 2G, 3G,4G i WiFi mreži.
Za razliku od ostalih VoIP pružatelja usluga, kao što su Skype, Viber ne zahtijeva korisnički račun, te omogućuje izravan poziv svim mobilnim i fiksnim mrežama, gdje je softver instaliran na oba uređaja.
Viber je aplikacija tvrtke Viber Media sa sjedištem u Cipru i razvojnim centrima u Bjelorusiji i Izraelu. Ovu mobilnu aplikaciju je stvorio izraelsko-američki biznismen Talmon Marco.

## Funkcionalnost
Na dnu zaslona aplikacije nalaze se ikone za pristup porukama, popis zadnjih poziva, kontakata, tipkovnice i gumba za pristup više opcija. 
Nakon instalacije, korisnički račun se može stvoriti sa svakog telefonskog broja kao korisničkog imena. Viber je sinkroniziran s imenikom, tako da korisnici ne trebaju dodavati kontakte posebno. 
Osim tekstualnih poruka, korisnici mogu razmjenjivati slike, audio i video medije.

## Dostupnost
Aplikacija je dostupna za mobilne operacijske sustave Android i iOS.  kao i za operacijske sustave Windows, Mac i Linux.